# Casa al carrer Sant Josep Oriol, 28 (Cardedeu)
La Casa al carrer Sant Josep Oriol, 28 és una obra noucentista de Cardedeu (Vallès Oriental) inclosa a l'Inventari del Patrimoni Arquitectònic de Catalunya.

## Descripció
Habitatge amb una paret mitgera i jardí lateral d'una sola planta i coberta a dues vessants. Tant la tanca (reformada) com la façana, tenen una composició simètrica.
La composició de la casa és molt senzilla, pel que fa a les obertures (finestres i porta) i al tractament general en el qual no hi ha gairebé ornamentació. La paret dona al jardí lateral, té un coronament curvilini amb tres boles.
Els materials són un sòcol de pedra a la part baixa de la façana, arrebossat i ceràmica a la part baixa del ràfec.
Aquesta casa pertany a l'última etapa de Balcells en la qual es juga amb elements de tradició popular catalana dins d'una línia noucentista.

## Història
Segons el secretari Artigues, en la seva "Història de l'urbanisme a Cardedeu", el Sr. Alfred Riollo Soldevila encarregà aquesta casa l'any 1930. És un moment de gran activitat constructiva a la vila, que continua en la línia de vila per a estiuejants en cases de tipologia, la gran majoria, ciutat jardí.